# Humilladero de Atea

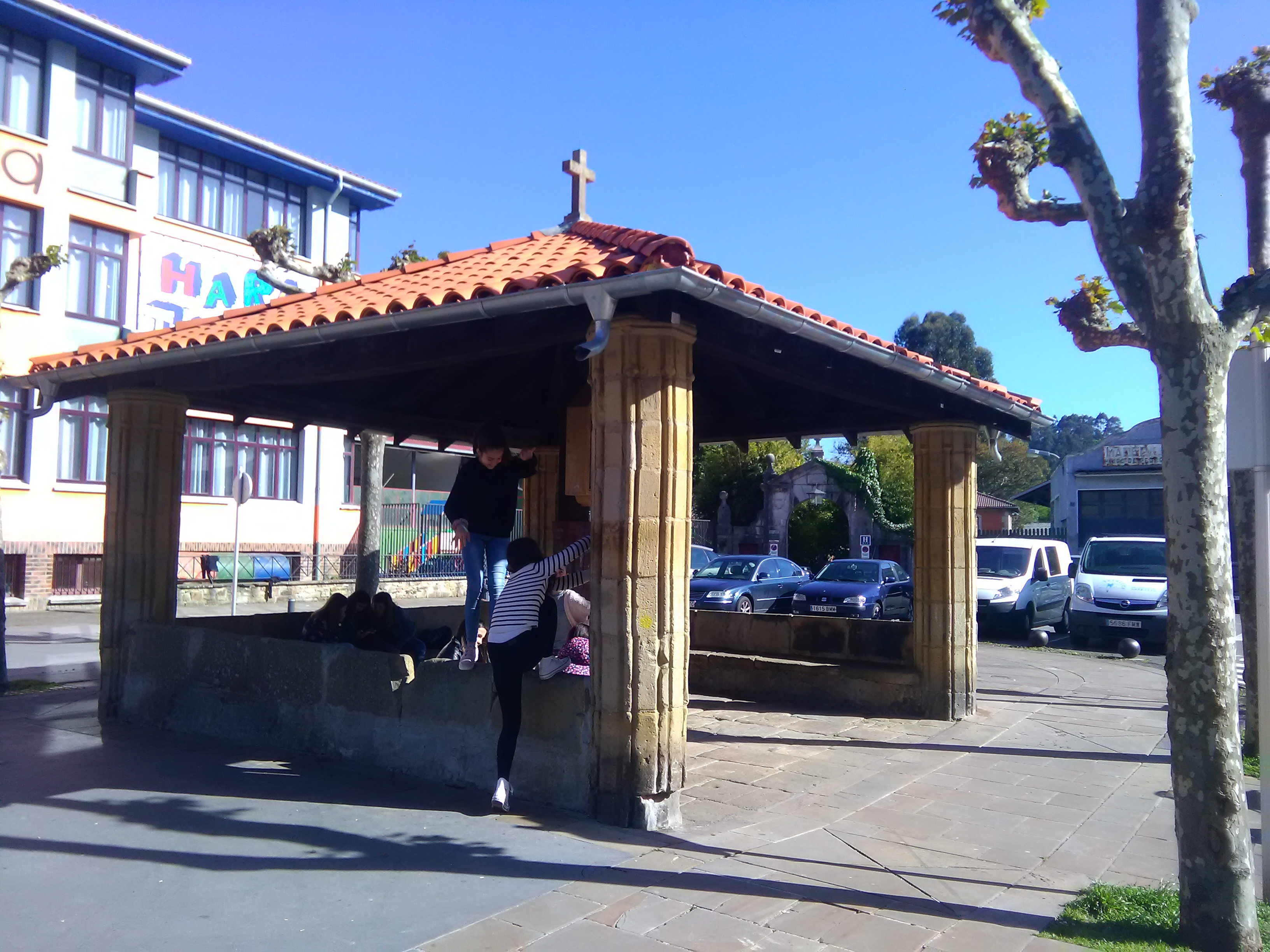
Humilladero de Atea. En el plano posterior, la entrada al palacio de Zubieta.

El humilladero de Atea es un crucero renacentista situado en el arrabal de Atea de la localidad de Lequeitio (Vizcaya, España).
Nota: en las publicaciones, este crucero suele confundirse frecuentemente con la Ermita del Santo Cristo de la Piedad de la misma localidad.

## Historia
Este crucero fue construido por el Concejo en el lugar donde antes se alzaba una cruz de término, en terrenos comprados en 1514 a Nicolás del Puerto. "Venta de un pedazo de terreno, sito en el portal viejo de la Villa de Lequeitio, donde se ideaba hacer un Crucifijo, otorgada por Nicolás del Puerto, a favor del concejo de dicha Villa, en la cantidad de 3220 maravedís, por testimonio de Martín de Amezqueta, Escribano numeral de la Villa de Lequeitio, en ella a 12 de Julio de 1514.: “...vendia e dava e Le tiene la tierra que es en el Portal Viejo de la dicha villa, donde al presente se quiere hazer vna crus, poner la dicha crus poner que se haga en ella e poner que qualquier que huviere de hazer la dicha crus se aprobeche della, por presçio e quantia de tres mill e dozientos e veynte maravedis...”. La fecha exacta de construcción y el nombre del cantero son desconocidos, aunque se sabe que el crucero ya estaba terminado en 1528.
En la documentación de la Edad Media  aparece mencionado con estos nombres: Humilladero del Crucifijo del Portal; Crucifijo del Portal Viejo; Humilladero de Hatea; Humilladero del Portal Viejo. Actualmente es conocido en euskera como Kristo Portalekoa.
Antaño era costumbre persignarse al pasar delante de este lugar, y las comitivas fúnebres que acudían desde las comunidades rurales hacían un alto en el lugar, donde los sacerdotes de la parroquia de Santa Maria esperaban para hacer el acompañamiento hasta la iglesia.
Si bien el crucero siempre estuvo en el arrabal de Atea, en 1914 se trasladó unos metros al norte con motivo de la reforma del nuevo paseo.

## El edificio
Este crucero es similar a otros de Vizcaya, especialmente de la zona del Duranguesado. Como algunos de ellos, presenta cuatro columnas fasciculadas que sostienen un tejado.  Estas columnas son de apaciencia poligonal.

## Imaginería
La imagen que alberga representa un cristo moribundo, que parece tratarse de una figura moderna inspirada en modelos barrocos.

## Leyenda
Según una leyenda extendida en Lequeitio, este crucero habría sido construido para denunciar un asesinato cometido por un miembro de la familia Adán de Yarza en la iglesia de Santa María; no obstante, en el Archivo Municipal no constan datos sobre este suceso. A la sazón, los notables de la localidad solían tener reservado un lugar concreto en los oficios eclesiásticos, que no comenzaban hasta que aquellos hubieran llegado. Según esta leyenda, un día el señor Adán de Yarza se retrasó más de lo habitual; y, creyendo el cura que ya no vendría, comenzó a celebrar la misa. Pero finalmente el señor llegó; y, furioso porque hubieran comenzado la misa sin él, mató al cura. Según esta leyenda, el pueblo de Lequeitio construyó el Humilladero de Atea para denunciar este hecho, a las puertas de su palacio de Zubieta.